# Rúnar Már Sigurjónsson
Rúnar Már Sigurlaugarson Sigurjónsson (Sauðárkrókur, 18 de junho de 1990) é um futebolista islandês que atua como meio-campista. Atualmente defende o ÍA Akranes.

## Carreira
Está na Seleção Islandesa desde 2012. Ele fez parte do elenco da Seleção Islandesa de Futebol da Eurocopa de 2016.

## Títulos
Astana
- Campeonato Cazaque: 2019

CFR Cluj
- Campeonato Romeno: 2020-21

Outros
- 2014 – Vice-campeão da Segunda Divisão Sueca de Futebol